# Aurora Pro Patria 1919
L'Aurora Pro Patria 1919 S.r.l., meglio nota come Pro Patria, è una società calcistica italiana con sede nella città di Busto Arsizio, in provincia di Varese. Milita in Serie C, la terza divisione del campionato italiano.
Costituita il 3 giugno 2009 da Antonio e Savino Tesoro in continuità con la fallita Pro Patria Gallaratese G.B. S.r.l., le è subentrata ufficialmente il 26 giugno successivo con l'affiliazione alla FIGC. In tal modo ha ereditato la tradizione sportiva iniziata nel 1919 con la fondazione della "capostipite" Pro Patria et Libertate.
Tra i club calcistici della provincia di Varese, la Pro Patria vanta il maggior numero di presenze nella massima divisione nazionale (14 totali, comprese le due annate immediatamente antecedenti la riforma che ha dato il via alla Serie A a girone unico, nel 1929-1930), nella quale ha militato per l'ultima volta nel 1955-1956. Ha inoltre al suo attivo 19 stagioni complessive in seconda serie, l'ultima delle quali nel 1965-1966. Nel suo palmarès annovera infine la vittoria dello Scudetto Serie D per l'annata 2017-2018.

## Storia

### Le origini
Gli albori della pratica calcistica a Busto Arsizio risalgono al 1881, allorché venne fondata la Società Ginnastica Pro Patria et Libertate, prestigioso sodalizio polisportivo: fu in tale contesto che tale sport iniziò ad essere praticato, seppur in via non ufficiale. Fu in questa circostanza che venne inoltre adottata per la prima volta la divisa da gioco a fasce biancoblù.
Nei primi anni del Novecento nacque quindi l'Aurora, primo club specificamente dedito alla pratica pedatoria, che nel 1907 disputò le prime partite ufficiali. Nei successivi dieci anni sorsero poi altre squadre, che ebbero però un'esistenza effimera.
A metà della stagione 1912-1913 l’Aurora tentò con decisione di salire in Promozione, ma a fine gennaio la sconfitta fuori casa per 3-0 contro la Pro Lissone segnò una battuta d'arresto per tale obiettivo. Il dirigente bustocco Luigi Ferrario aveva tuttavia osservato come il terreno di gioco lissonese apparisse assai più piccolo di quello di Busto Arsizio (ubicato presso via Cesare Battisti) ove l'Aurora giocava le gare interne: la società provvide pertanto a inoltrare un reclamo al Comitato Regionale Lombardo, chiedendo che la partita fosse invalidata in virtù di siffatta irregolarità. Sebbene altre due squadre (il C.S. Saronnese e la Gallaratese) avessero imitato l'esempio dei bustocchi presentando a loro volta un reclamo, il comitato lo rigettò. L'Aurora si rivolse così alla presidenza federale di Torino, che il 20 febbraio 1913 mandò un delegato a verificare la situazione: costui, constatando come effettivamente il terreno di gioco non fosse regolamentare, diede mandato alla presidenza di annullare tutte le gare disputate sul campo Lissone, onde farle ridisputare sul campo regolamentare più vicino (ubicato a Monza). La partita Pro Lissone-Aurora venne dunque riprogrammata per il 9 marzo 1913, ma i lissonesi la disertarono, sicché i bustocchi ottennero a tavolino la vittoria per 0-2. Coi due punti guadagnati l'Aurora raggiunse pertanto la Trevigliese in vetta alla classifica.
La gara di spareggio venne disputata in data 6 aprile 1913 sul campo sportivo "Pro Gorla" di Gorla Primo, terminò con il risultato di 2-1 in favore dell'Aurora permettendo alla squadra bustocca di salire nel campionato di Promozione, pari all'attuale massimo livello regionale. Nelle annate seguenti sfiorò in un paio di volte l'accesso alla massima serie nazionale.
La nuova società Pro Patria et Libertate viene costituita ufficialmente il 26 febbraio 1919 presso il Caffè Brugioli: nel presiedere l'assemblea costitutiva Guidali pronuncia questo discorso:

### Gli anni Venti

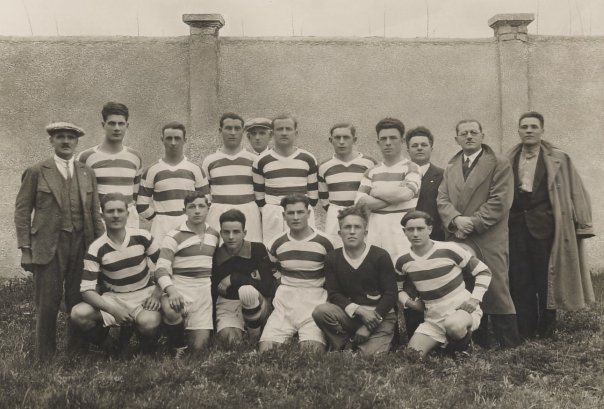
La formazione della Pro Patria nella stagione 1928-1929. In piedi, da sinistra a destra: Bekey (allenatore), Bocchi, Bonivento, Fizzotti, Rosanna, Borsani, Carlo Reguzzoni, Gregar, Caimi, Marcora (presidente), Giuseppe Reguzzoni. Accosciati: Agosteo, Colombo, Moltrasio, Giani, Speroni, Crosta

La Pro Patria fa il suo esordio ufficiale nel campionato di Prima Categoria 1919-1920 con una gara disputata il 1º dicembre 1919 a Busto Arsizio contro il Luino e vinta 1-0 grazie al gol di Scarani nel secondo tempo.
Nell'anno 1921 la USB Pro Patria et Libertate, vantava circa un migliaio di soci, con ampia rappresentanza tra i meno abbienti.
L'esordio in Divisione Nazionale, massima serie dell'epoca, avvenne il 23 settembre 1927. Nella stagione 1928-1929 la Pro Patria fu una delle squadre qualificate al primo campionato di Serie A della storia. In quel campionato vi fu la contestata gara del 20 gennaio 1929 a Novara, con sconfitta per 3-2, in cui il centrocampista Nicolò Giacchetti, sino ad allora presente in 34 gare di massima categoria, colpì l'arbitro Gama, protagonista di un arbitraggio contestatissimo, venendo per questo motivo squalificato per un anno. Il giudice sportivo, squalificò inoltre diversi dirigenti ed altri giocatori della compagine bustocca.

### Gli anni Trenta

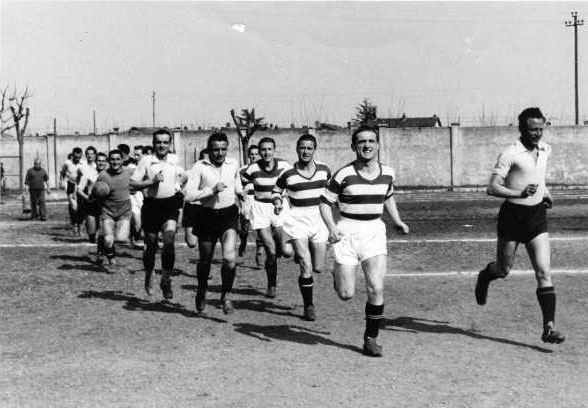
Una foto della Pro a cavallo degli anni trenta e quaranta, guidata in campo dal capitano Egidio Crippa.

Alla stagione 1930-1931 risale l'appellativo Tigrotti che da allora ha caratterizzato e tuttora sostanzia squadra e tifoseria: fu una felice intuizione del famoso giornalista della Gazzetta dello Sport Bruno Roghi, che in seguito fu anche a lungo storico direttore della rosea stessa. Coniò per giocatori della Pro Patria il termine di Tigrotti, in virtù dello spirito, del carattere combattivo espresso sul terreno di gioco dagli stessi giocatori bustocchi, con un articolo pubblicato su "La Domenica Sportiva" (supplemento festivo de La Gazzetta dello Sport), il 12 marzo 1931.
La Pro Patria retrocesse in Serie B al termine del campionato di Serie A 1932-1933. Il campionato di Serie B 1933-1934 era allora articolato su due gironi di tredici squadre. La Pro Patria fu inserita nel girone A, tra nord e centro Italia, oltre a Catanzarese, Messina e Cagliari. Il presidente cav. Cozzi affidò la direzione tecnica all'ex nerazzurro Pietroboni, programmando una pronta risalita nella massima serie.
Vennero ceduti all'Ambrosiana Paolo Agosteo e Natale Masera, e al Livorno Alfredo Monza, facendo un buon incasso. Al loro posto vennero ingaggiati, il portiere Bonifacio Smerzi dall'Ambrosiana, Giuseppe Fiammenghi dal Milan e Antonio Severi dal Legnano. I biancoblù giocarono ad alto livello, guadagnarono la terza posizione con 30 punti, 49 reti all'attivo, 25 al passivo, l'ammissione al girone finale, ma non la promozione in Serie A, che andò alla Sampierdarenese. Mario Loetti firmò 11 gol, Antonio Severi 7, Carlo Azimonti 6, Giovanni Candiani 5.
Il portiere Smerzi fece il suo esordio alla 7ª giornata, non subendo reti sino alla 12ª. Alla 9ª giornata fa registrare una delle più ampie vittorie esterne della sua storia, andando ad imporsi per 5-0, allo stadio Ferruccio, di Seregno, con le reti di Antonio Severi, Mario Loetti e Mario Dalfini, oltre a due autogol.
Nella stagione successiva la Pro Patria, alle prese con una gravissima crisi societaria, dovuta al peggioramento repentino delle fiorenti industrie tessili della zona a causa delle sanzioni imposte all'Italia per la guerra d'Etiopia, vide a forte rischio il prosieguo della propria attività calcistica. Chiuse il campionato 1934-35 sul fondo della classifica, scontando il declassamento nella nuova Serie C di nuova istituzione, in surrogazione della Prima Divisione. Il presidente Cozzi rassegnò le dimissioni e nessuno volle subentrare. Dopo alcune insistenze accettò la carica di commissario straordinario il rag. Francesco Castiglioni, già presidente della Pro Patria Ginnastica-Atletica. Egli proseguì nel risanamento societario, nonostante il periodo bellico, e facilitò l'avvento del cavalier Giovanni Calcaterra, protagonista nell'41 del ritorno della Pro Patria in Serie B, dopo il primo posto nel girone C del campionato di Serie C 1940-1941.

### Gli anni Quaranta
Il campionato di Serie C 1940-1941 era articolato su otto gironi. Le squadre che si classificavano al primo posto erano ammesse a due gironi finali con diritto di accesso alla serie B per le prime due di ogni girone. La Pro Patria, inserita nel girone C (composto da 16 squadre), vinse il proprio raggruppamento, davvero alla grande, con 52 punti conquistati davanti a Biellese (44 punti) e Varese (40 punti). Venne stabilito un record difficile tuttora da eguagliare, contraddistinto da 24 partite vinte, 4 pareggi, 2 perse, 67 gol fatti e 20 solo subiti. Il presidente cavalier Giovanni Calcaterra, aveva affidato la guida tecnica al bustocco Natale Masera, brillante attaccante biancoblù degli anni trenta, con trascorsi nell'Ambrosiana-Inter, nel Napoli, nel Bari e nel Varese.
La rosa dei titolari era formata dal portiere Antonio Turconi, detto Turconi I, non spettacolare, ma sobrio ed efficace, la linea difensiva schierata con i quattro “mastini” Borsani, Antonio Bernacchi, Giovanni Ivaldi e Felice Renoldi. A centrocampo lo storico capitano Egidio Crippa, nel ruolo di centromediano metodista a dirigere le operazioni, con a supporto le mezze ali Borra ed Erba, all'occorrenza dava una mano in difesa e passava di prima palle invitanti alle punte Fasoli, Gallazzi e Pierino Dondi. Fasoli, scattava, saltava l'avversario ed andava a rete sovente. Gallazzi era un vero panzer, segnava da ogni posizione, grazie al suo tiro potente e implacabile, vero incubo per l'avversario di turno. Dondi, ala sinistra, scaltro, sornione e navigato: aspettava l'attimo fuggente per condannare l'avversario. Supportati a turno da Angelo Turconi, detto Turconi II, il quale diverrà in seguito una colonna della Pro in Serie A, Ferrario, Giancarlo Crespi, Gustavo Tremolada, Cesare Canavesi, Giovanni Guidi, Emilio Massironi, Giovanni Barberis e Franco Ballarati.
Alla settima giornata di campionato la Pro Patria aveva già conseguito 5 vittorie e due pareggi. Nell'arco delle trenta gare vale la pena rammentare il 5-0 all'Omegna, il 4 a 1 a Pavia e Lecco fuori casa, ed il 3 a 1 rifilato al Legnano in casa.
Il presidente Peppino Cerana, dopo la salvezza sofferta della stagione 1948-1949 era intenzionato a costruire una squadra che potesse giocarsela con le migliori, pronto a stendere un programma ambizioso ma concreto, cercando di mantenere i migliori elementi della rosa biancoblù e cercando rinforzi validi. Già nell'aprile del 1949, cercò di piazzare un colpo a sensazione: László Kubala che arrivò a Busto da esule. Purtroppo, la formazione bustocca non poté mai farlo giocare per motivi burocratici.

### Gli anni Cinquanta
Con la disastrosa stagione del campionato di Serie A 1952-1953, culminata con la retrocessione in Serie B, dopo sei campionati consecutivi nella massima serie, il sodalizio andò incontro anche ad una grave crisi societaria, che per poco non minò seriamente, anche l'esistenza stessa della Pro Patria.
La grave situazione in cui venne a trovarsi la società, trovò un'ancora di salvataggio in Mario Bettini che venne eletto commissario straordinario. Riuscì in breve tempo a mettere assieme i cocci della vecchia dirigenza, portando anche nuovi soci. Dopo una tumultuosa assemblea tenutasi nella palestra di via Concordia, si giunse ad un nuovo consiglio che elesse come presidenti, Angelo Garavaglia e Pietro Labadini. La squadra venne affidata a Giacinto Ellena, mediano anni quaranta tra le file di Torino e Fiorentina. L'esordio nel campionato di Serie B 1953-54 avvenne a Treviso, il 13 settembre 1953 con roboante vittoria dei tigrotti per 5-2, che scesero in campo con questa formazione: Danelutti, Guglielmo Toros, Giovanni Visintin; Franco Frasi, Gian Battista Odone, Emilio Lavezzari; Ettore Mannucci, Enrico Pratesi, Norberto Höfling, Franco Danova, Alessandro Pin.
Il 6 giugno 1954 la Pro Patria affrontò il Cagliari a Roma nello spareggio promozione, sconfiggendolo per 2-0, grazie ad una doppietta di Mannucci, rientrando, dopo una sola stagione, in Serie A. La formazione biancoblù scesa in campo per lo spareggio fu la seguente: Angelo Uboldi, Spartaco Donati, Guglielmo Toros, Franco Frasi, Antonio Fossati, Bruno Orzan, Ettore Mannucci, Franco Danova, Norberto Höfling, Enrico Pratesi, Silvano Chiumento.
La Pro Patria et libertate, lasciata la Serie A nel giugno 1956, nel campionato successivo andò incontro a una nuova retrocessione, scivolando addirittura in Serie C. Il comitato di reggenza formato da Garavaglia, Montani e Labadini, che aveva tenuta in piedi la società nell'ultimo anno e mezzo diede le dimissioni. La gestione societaria fu assunta da alcuni imprenditori con commissario straordinario il dottor Ercolino Caimi; in seguito venne poi eletto presidente Daniele Pini. La gestione tecnica venne affidata al duo formato da Cesare Pellegatta come direttore tecnico e da Beniamino Jo Santos, come allenatore.
La rosa dei giocatori era formata da tutti elementi provenienti dalla zona e comprendeva i portieri Danelutti e Filè, i terzini Azimonti, Taglioretti e Danilo Colombo, i mediani Rimoldi, Rondanini, Zagano, Pin e Vittorino Calloni, gli attaccanti Benvenuto Quaglia, Moroni, Turconi, Bernasconi, Mungai e Pagani. Il mediano Mario Colombo, in disaccordo con la società, decise di astenersi da ogni attività per due anni, al fine di ottenere la disponibilità del cartellino.
La squadra riconquistò la Serie B al termine del campionato di Serie C 1959-1960, vincendo il girone A.

### Gli anni Sessanta
Nel 1961 la Pro Patria venne scelta dalla FIGC per rappresentare l'Italia nella Coppa delle Alpi 1961, contribuendo alla vittoria finale vincendo le due partire giocate contro lo FC Sciaffusa. Dopo un sesto posto nel campionato di Serie B 1961-1962, la Pro Patria et Libertate lasciò la seconda serie al termine del campionato 1965-1966. Dopo aver conquistato il quinto posto nel girone A del campionato di Serie C 1967-1968, iniziò la discesa che portò ad evitare un'ulteriore retrocessione nel girone A del campionato di Serie C 1970-1971 solo grazie alla miglior differenza reti con la Triestina.

### Gli anni Settanta
L'ultimo posto al termine del campionato di Serie C 1971-1972 decretò quella retrocessione che era stata evitata in extremis l'anno precedente.
La conquista della Serie C avvenne nella stagione 1974-75 con la vittoria del girone B sotto la presidenza di .
Peppino Mancini e sotto la guida tecnica di Adelio Crespi, che poteva contare su una rosa composta da giovani promesse come Mela, Bosani, Bartezzaghi e Brunini, e gente esperta come Piaceri, Frigerio, Crugnola, Berra, Croci, Carminati, Brusadelli, Arturo Bosani, Fornara e Bosco. In occasione dei festeggiamenti per il salto di categoria vennero organizzate due amichevoli di lusso con la Juventus e a Varese con la nazionale di Fulvio Bernardini.

### Gli anni Ottanta
La società riconquistò la Serie C1 al termine del campionato 1981-1982, classificandosi seconda alle spalle della Carrarese di Corrado Orrico. In C1 rimase però per una sola stagione, segnata anche da una serie episodi dubbi legati al calcio-scommesse che sarebbe poi esploso nelle stagioni successive. Ottenne il penultimo posto a soli 29 punti.
Il miglior piazzamento fu il quarto posto ottenuto nel girone B del campionato di Serie C2 1985-1986.
Alla fine della stagione 1987-1988, arrivò ultima nel girone B e retrocedette in Interregionale. La stagione fu costellata da problemi economici, di infortuni ma soprattutto dalla morte di Andrea Cecotti, colpito da trombosi carotidea durante l'incontro Treviso-Pro Patria al 28' di gioco; sarebbe morto sei giorni dopo, il 14 novembre 1987, nell'ospedale del capoluogo della Marca.

### Gli anni Novanta
La crisi finanziaria, causata da una scellerata gestione, fece retrocedere il club fino a farlo scivolare in Eccellenza, al termine del campionato 1991-92.
La risalita iniziò durante la stagione 1993-94, al termine della quale vinse il campionato di Eccellenza. Nell'annata seguente ottenne un piazzamento a centroclassifica in Interregionale.
La squadra ritornò a calcare i campi del mondo professionistico nella stagione 1995-96: la "Pro Patria et Libertate" non si iscrisse al Campionato di Serie D di quell'anno (pur rimanendo attiva la partita IVA e il numero di matricola FIGC) e l'allora Gallaratese, che aveva appena acquisito sul campo il titolo per partecipare al campionato di Serie C2, cambiò sede legale, colori sociali e nome (operazione permessa delle N.O.I.F. - Norme Organizzative Interne della Federazione - in quanto Busto e Gallarate sono paesi confinanti). Pertanto la Pro Patria fece ritorno nei campionati professionistici, dando vita alla "Pro Patria Gallaratese G.B. Srl" (in breve "Pro Patria Srl") e mantenendo la matricola FIGC della Gallaratese. Quell'anno, con Mario Beretta in panchina, arrivò ai play-off, dove in semifinale venne eliminata dal Lumezzane.
La stagione seguente, con Carlo Garavaglia, arrivò al 3º posto finale e venne poi eliminata (vittoria andata 0-1 a Sesto, sconfitta 2-0 in casa) in semifinale play-off dalla Pro Sesto di Cristian Brocchi, poi al Milan.
Nella stagione 1997-1998 arrivò al 4º posto ed in semifinale play-off incontrò la Triestina di Gambaro, Coti e Zampagna, perse la gara di andata 2-0. Al ritorno si portò sul 2-0 con reti di Polvani al 51' e Bandirali all'85'. Nel mezzo ci furono diverse invasioni del terreno di gioco dei tifosi alabardati: in una dei queste colpiscono con uno schiaffo il proprio giocatore Bambini. Con il doppio vantaggio sarebbe stata qualificazione, ma gli alabardati segnarono al 97' con Gubellini, in un'azione convulsa. La gara venne sospesa al 98' per invasione di campo di alcuni sostenitori bustocchi che cercarono di colpire l'arbitro. Il Giudice Sportivo assegnò così partita vinta alla Triestina con lo 0-2, squalificando anche lo stadio Speroni, per due giornate. Al termine di quel play-off alcuni dirigenti (Caravatti) uscirono dalla società, fondando la Nuova Gallaratese, che si reiscrisse al campionato di Terza Categoria.
Nel dicembre del 1999, il capitano M.Concas per problemi alla vista, si ritirò e quell'anno, L'Aurora Pro Patria retrocesse in eccellenza

### Gli anni Duemila
Nella stagione 2000-2001, si piazzò al secondo posto, con Gianfranco Motta in panchina; in semifinale play-off incontrò ancora la Triestina di Ezio Rossi da cui venne eliminata.
Durante la stagione 2001-2002, nel mese di febbraio, Gianfranco Motta venne sostituito da Carlo Muraro, ex attaccante dell'Inter degli anni ottanta. Arriva ai play-off con il quarto posto, in semifinale incontra il Novara e lo elimina pareggiando in casa la gara di andata per 1-1 con reti al 32' pt Salvalaggio (Pro) e 34' pt Palombo (N). Al ritorno i tigrotti approdano in finale con la vittoria per 2-1 grazie ad una spettacolare doppietta di Stefano Dall'Acqua che segna prima di astuzia al 18' del primo tempo e poi raddoppia con una punizione-missile da trenta metri al 55' che s'insacca nel sette. In finale play-off affronta la Sangiovannese di Leo Acori e la supera. con un doppio 1-0, siglato da Simone Erba in Toscana e Marco Zaffaroni in casa, venendo promossa in Serie C1, dopo vent'anni di assenza. La squadra titolare era la seguente: Capelletti (Massimiliano Caniato), Toniolo, Dato (Pennacchioni), Asara, Salvalaggio, Zaffaroni, Erba (Ferraresso), Arioli, Dall'Acqua, Manicone, Romairone (Porfido); a disposizione Sgroni, Mariani, Trezzi, R. Colombo.
Arrivano poi due finali di Coppa Italia di Serie C successive: nel 2002-2003 contro il Brindisi (0-1 e 1-1 in Puglia) e nel 2003-2004 contro il Cesena (4-1 in Romagna e sconfitta interna 0-1), con Patrizio Sala in panchina.
La stagione 2004-2005 si concluse con il 10º posto finale.
Nel campionato 2005-2006 con in panchina Gian Cesare Discepoli sconfisse in casa il Genoa per 4-3, imbattuto da oltre un anno.
Il 2006-2007 la stagione fu travagliata e la salvezza sofferta. Inizialmente Marco Rossi sedeva in panchina ma fu poi sostituito da Loris Dominissini alla 15ª giornata. Quindi tornò Rossi, con cui furono evitati i play-out di un soffio, grazie a tre vittorie consecutive nelle ultime tre giornate. In particolare l'impresa riuscì anche grazie ad una partita che è passata alla storia: quella contro il Pisa allo "Speroni". La Pro Patria, sotto di 2 reti dopo mezz'ora, ed in 10 uomini, prima pareggia, e poi, con un altro espulso per ciascuna squadra, segna altre due reti per un finale di 4-2.
Nel campionato 2007-2008 in panchina viene riconfermato Marco Rossi. A un buon girone d'andata, chiuso nelle prime posizioni, segue un girone di ritorno in involuzione: la Pro finisce per giocarsi la salvezza ai play-out contro l'Hellas Verona. Il doppio confronto premia quest'ultimo, che vince l'andata al Bentegodi per 1-0 (con rete dell'ex Morante al 95') e pareggia al ritorno per 1-1 (con gol al 37' di Negrini per la Pro e al 90' di Zeytulaev per il Verona), sancendo la retrocessione dei tigrotti in C2.
Nei mesi precedenti la famiglia Vender, titolare dal 1999 della maggioranza azionaria del club, aveva annunciato l'intenzione di farsi da parte: il 26 giugno 2008 a Milano viene quindi formalizzato il passaggio di proprietà della Pro Patria, che viene rilevata da una cordata guidata da Giuseppe Zoppo (che subentra ad Alberto Armiraglio alla presidenza), Fiorenzo Scaburri (nominato consigliere) e Roberto Cerboni (che, complici alcuni problemi di salute, rinuncia a un ruolo attivo nell'organigramma). Il 31 luglio 2008, a seguito dell'esclusione di diverse società dalla Serie B in giù (tra le quali la Lucchese), la Pro Patria viene ripescata in Prima Divisione 2008-2009 (nuovo nome della Serie C1). Direttore generale è nominato Francesco Lamazza (a sua volta socio minoritario), che assembla una rosa di buon livello, con giocatori d'esperienza (il portiere Luca Anania, i difensori Simon Barjie ed Enrico Morello, gli attaccanti Domenico Cristiano e Robson Machado Toledo) e giovani di prospettiva (gli attaccanti Mohamed Fofana e Lucas Correa), mettendola a disposizione dell'allenatore Franco Lerda.
La squadra debutta in campionato con sei vittorie consecutive nelle prime sei giornate, issandosi in testa alla classifica del proprio girone e proponendosi quale pretendente alla promozione in Serie B. Il 9 novembre 2008, a seguito della vittoria per 3-1 sul Cesena, i biancoblù raggiungono il millesimo successo in gare di campionato.
Nei mesi invernali, a dispetto del clima sereno legato alla posizione in classifica e al fruttuoso calciomercato (che rinforza la rosa con l'innesto del centrocampisti Guilherme Raymundo do Prado e Andrea Migliorini), emerge una spaccatura in seno alla società: Zoppo inizia infatti ad accusare Cerboni di non aver ottemperato alle proprie spettanze nella gestione amministrativa. Quest'ultimo nega le accuse e infine si disimpegna completamente dalla gestione della Pro, rimettendo le proprie quote.
La realtà della situazione societaria si rivela ai primi del 2009, allorché i calciatori denunciano il mancato pagamento delle mensilità di stipendio e contributi da ottobre 2008 in poi; nella circostanza la Guardia di Finanza esegue alcune perquisizioni nella sede sociale di via Ca' Bianca, interrogando anche alcuni tesserati. Nel mese di febbraio il direttore generale Francesco Lamazza viene sollevato dal suo incarico, "reo" di aver presenziato a un flash mob di protesta dei giocatori presso il municipio, nella cui circostanza aveva criticato pubblicamente il presidente Zoppo. I giocatori, lamentando la gravità della situazione (giacché la carenza di fondi mette a repentaglio la prosecuzione della stessa attività sportiva) minacciano di scioperare e mettono in mora la società. A far loro eco intervengono vari creditori (farmacie, ristoranti, giardinieri, istituti previdenziali, banche e nondimeno i club che avevano venduto atleti alla Pro), che dinnanzi alla ripetuta presentazione di assegni scoperti o protestati rogano a carico della società le prime istanze di fallimento.
La carica di d.g. viene frattanto offerta da Zoppo all'imprenditore Flaviano Tonellotto, ex presidente della Triestina, il quale tuttavia rinuncia nel giro di tre giorni, complice la montante protesta della tifoseria; in tale lasso di tempo il presidente tenta invano di cedergli il 50% delle azioni societarie per 2,5 milioni di euro, per i quali gli viene offerto a garanzia un immobile ipotecato. Tutto l'entourage biancoblù inizia quindi ad invocare le dimissioni del patron, che pervicacemente rifiuta, continuando inoltre ad annunciare (senza darvi seguito) il pronto arrivo di nuove risorse e la ricapitalizzazione della società.
Il 2 aprile 2009, stante la persistenza del pesante passivo, la Pro Patria Gallaratese G.B. viene dichiarata fallita dal tribunale di Busto Arsizio, che la pone in esercizio provvisorio sotto la guida del curatore Luca Regalia. Quattro giorni dopo, su ordine del GIP di Busto Arsizio, i finanzieri arrestano Giuseppe Zoppo: secondo le ricostruzioni degli inquirenti guidati dal sostituto procuratore Massimo Baraldo, dopo aver perso tutti i soci che l'avevano sostenuto nell'acquisto della società, l'ex patron aveva subito cercato di rivenderla. Non essendoci riuscito, aveva cominciato ad appropriarsi indebitamente dei fondi biancoblù, cessando di pagare stipendi, debiti e contributi: in tal modo già a fine 2008 il passivo era lievitato a circa 2 milioni di euro, per poi arrivare a 3 nel giro di pochi mesi. Parallelamente la sua società Czg Consulting (detentrice dell’85% delle azioni della Pro) aveva emesso fatture per 350 000 euro a carico di un'impresa pubblicitaria di Milano, con la quale non vi era però alcun contratto: ciò allo scopo di giustificare una parte degli ammanchi di cassa. Una banca aveva quindi accettato di erogare a Zoppo un credito da 450 000 euro, avendo ricevuto a garanzia un assegno equivalente intestato a un soggetto che aveva affidato tale cifra al patron perché la investisse: proprio quest'ultimo soggetto, venuto a sapere delle manovre dell'imprenditore, aveva denunciato il raggiro alle autorità. Lo stesso patron usava poi ritirare personalmente gli incassi delle partite e aveva omesso di versare buona parte della cifra dovuta ai Vender per l'acquisto della società, appropriandosi poi di quanto regolarmente corrisposto dai soci minoritari Roberto Cerboni e Fiorenzo Scaburri. Nei mesi seguenti Zoppo viene ripetutamente incarcerato o messo agli arresti domiciliari, per poi essere rinviato a giudizio con rito abbreviato per bancarotta fraudolenta, tentata truffa e appropriazione indebita: il processo di primo grado si risolve quindi in una condanna a cinque anni di reclusione, poi ridotti a quattro anni e due mesi in appello.
Nel mentre, a dispetto di tutte le suddette difficoltà, la squadra non subisce penalizzazioni (nemmeno a seguito di reclami presentati da altre società) e riesce a mantenersi ai vertici del proprio girone, mancando la promozione diretta solo nelle ultime giornate. Qualificata ai play-off, il 31 maggio affronta in trasferta la gara di andata della semifinale contro la Reggiana: al 36' del primo tempo i tigrotti perdono per 3-0, salvo poi rimontare e pareggiare i conti con Do Prado al 38', Mosciaro al 41' e Cristiano al 59'. La Pro riesce quindi a passare in vantaggio (sempre con Do Prado), ma subisce ancora una volta il pareggio dei padroni di casa. A un minuto dalla fine è però ancora Do Prado a trasformare un rigore (assegnatogli a seguito di un fallo su Toledo), fissando il punteggio sul 5-4 per la Pro. Il ritorno a Busto Arsizio si risolve ancora in favore della Pro Patria, che vince per 3-2.
In finale i biancoblù affrontano il Padova. La partita d'andata in trasferta termina sullo 0-0, con protagonista il portiere Giambruno, che al 9' di gioco para un rigore al patavino Rabito. La gara di ritorno, in uno stadio Speroni esaurito in prevendita già al primo giorno, vede la Pro favorita, ché la migliore posizione in classifica di stagione regolare le consente di essere promossa anche in caso di pareggio. A 10' dal termine tuttavia Di Nardo porta gli ospiti in vantaggio deviando un rimpallo, per poi raddoppiare su contropiede nel giro di due minuti (complice un errore difensivo biancoblù). Nei minuti finali Urbano accorcia le distanze e infine, in pieno recupero, Do Prado fallisce un gol da favorevole posizione.
Parallelamente va in porto la rifondazione societaria: il 3 giugno 2009, alla terza ed ultima asta fallimentare, la neocostituita società Aurora Pro Patria 1919 S.r.l., guidata dalla famiglia Tesoro, acquisisce il ramo d'azienda del fallimento e rileva l'eredità storica biancoblù; il 26 giugno la FIGC sancisce il trapasso assegnandole il titolo sportivo
Per la stagione 2009-2010 la panchina viene affidata inizialmente a Giuseppe Manari, che nella stagione precedente aveva svolto il ruolo di allenatore in seconda: egli è tuttavia privo del patentino professionistico, sicché come tecnico viene fatto figurare il preparatore dei portiere Raffaele Di Fusco. Solo sei giocatori vengono confermati dal campionato precedente (Enrico Morello, Bruccini, Melara, Giambruno, Polverini e Domenico Cristiano), ai quali si affiancano i nuovi acquisti Nicholas Caglioni, Mario Pacilli, Antonio Aquilanti, Matteo Serafini, Matteo Pivotto, Tommaso Chiecchi, Giovanni Passiglia, Mathias Urbano, Francesco Ripa e lo svizzero Lombardi. La squadra però non ingrana e si attesta stabilmente a fondo classifica: all'ottava giornata, a seguito della sconfitta esterna contro il Figline, Manari si dimette. Col subentrato Vincenzo Cosco, dopo alcuni buoni risultati, la squadra riprende presto a incassare sconfitte e a stazionare in zona playout: alla sest'ultima giornata anche Cosco (entrato in polemica col patron Savino Tesoro) lascia l'incarico all'interim del preparatore dei portieri Raffaele Di Fusco. Due settimane dopo gli subentra Gianluca Gaudenzi, che non riesce ad evitare la retrocessione in Seconda Divisione, sopraggiunta a seguito del doppio confronto nei play-out con il Pergocrema: il doppio pareggio (2-2 in casa, 1-1 in trasferta) salva infatti i cremaschi in virtù del miglior piazzamento in stagione regolare.

### Gli anni Duemiladieci
Il 18 giugno 2010 la Pro Patria chiama sulla sua panchina l'allenatore Raffaele Novelli, che nel 2009-2010 aveva guidato il Sorrento, puntando apertamente all'immediata promozione in Prima Divisione.
Il campionato inizia bene, con una squadra che si issa fin dall'inizio alle posizioni di vertice in classifica. Il 28 settembre 2010, tuttavia, il presidente Antonio Tesoro rassegna le dimissioni a causa delle incomprensioni con il padre Savino Tesoro, proprietario della squadra, il quale a sua volta manifesta la volontà di non investire più nel club e di volerlo cedere a titolo gratuito in tempi rapidi. A novembre, dopo oltre un mese senza l'arrivo di alcun acquirente, Tesoro minaccia di mettere in liquidazione la società e causarne la radiazione dal calcio professionistico italiano. L'amministrazione comunale bustocca, capitanata dal sindaco Gigi Farioli e dall'assessore allo sport (e presidente onorario della Pro Patria) Alberto Armiraglio, interviene per ovviare alla difficile situazione e scongiurare l'avvio della procedura di liquidazione; vista la mancanza di acquirenti, decide di fondare il consorzio "La Tigre nel Cuore", basato sull'azionariato popolare. Nel consorzio dovrebbero figurare anche alcuni noti imprenditori locali, che versando importanti quote di capitale, dovrebbero permettere di salvare la Pro Patria. Intanto, nonostante la difficile situazione societaria, la squadra continua a vincere e, grazie al lavoro del segretario generale Giuseppe Iodice, riesce a limitare i danni in classifica derivanti dal dissesto societario (che si traduce in ritardi nei pagamenti di stipendi e contributi), riducendo a 7 i punti di penalizzazione.
Il 1º giugno 2011 la Regione Lombardia, nella persona dell'assessore allo Sport, Monica Rizzi, ha insignito tutta la tifoseria biancoblù, del premio “Rosa Camuna”, massima onorificenza concessa dall'istituzione regionale, come esempio positivo a sostegno di una squadra di calcio. La Pro Patria da diversi mesi era in piena crisi societaria, abbandonata dalla proprietà, la famiglia Tesoro, nonostante la squadra fosse in vetta al campionato. I tifosi biancoblù (e con essi alcuni imprenditori), sostituendosi di fatto alla società, si fecero carico delle spese autotassandosi, promuovendo eventi come cene allo stadio, spettacoli di cabaret (presso il teatro Manzoni di Busto, a cui parteciparono tra gli altri Fabio Oreglio e Gigi Rock) e tornei di calcetto tra tifosi e vecchie glorie biancoblù, raccogliendo i fondi necessari per arrivare a fine stagione, permettendo ai giocatori di poter fare la spesa, pagare gli affitti di casa, e provvedere alle trasferte. La medaglia venne consegnata sul campo domenica 3 giugno 2011, prima della finale di andata di play-off, Pro Patria-FeralpiSalò, dall'addetto alle pubbliche relazioni della Regione Lombardia ed ex allenatore dei bustocchi, Leo Siegel.
La squadra riesce infine a concludere il campionato Lega Pro Seconda Divisione 2010-2011 piazzandosi in zona play-off, nei quali incontra dapprima la Pro Vercelli (battuta all'andata 5-2 allo stadio Speroni di Busto Arsizio e poi incapace di ribaltare il risultato nella gara di ritorno, vinta per solo 2-0) e poi in finale il FeralpiSalò. Il doppio confronto con i verdazzurri gardesani si conclude 1-1 all'andata (giocata a Busto), mentre il ritorno a Salò finisce 2-1. La Pro Patria non riesce pertanto a conquistare la promozione, mentre sul fronte societario le quote azionarie passano nelle mani dell'imprenditore Pietro Vavassori, che la iscrive al campionato successivo.
Nel campionato 2011-2012 i biancoblù pagano una penalizzazione record di 13 punti, senza la quale sarebbero stati a lungo al comando della classifica. Questa penalizzazione viene poi diminuita di due punti. La Pro Patria continua l'inseguimento ai play-off: se è vero che, al netto del pesante fardello della penalizzazione sarebbe stata promossa in Lega Pro Prima Divisione con due giornate di anticipo, alla fine della stagione si deve accontentare del settimo posto.
La formazione bustocca, priva di penalizzazioni, inizia bene il campionato 2012-2013. Dopo la ventiduesima giornata, grazie alla vittoria sul Castiglione, si ritrova al primo posto in classifica con una partita in meno. Dopo un girone d'andata trionfale e uno di ritorno con qualche difficoltà, la squadra di mister Firicano riesce, con la vittoria (0-2) al Natale Palli di Casale Monferrato a riconquistare la Lega Pro Prima Divisione, chiudendo il campionato al 1º posto. I biancoblù riconquistano così la terza serie dopo 3 anni in Seconda Divisione.
Il 12 giugno 2013 il patron Vavassori (deluso in particolare dall'impossibilità di dotare la società di un congruo centro sportivo) annuncia la volontà di disimpegnarsi dalla gestione della Pro Patria; per un mese si succedono trattative per il passaggio delle quote, che portano a un nulla di fatto. La squadra viene iscritta senza la necessaria fideiussione al 30 giugno, ma a 2 giorni dalla scadenza per la presentazione dei ricorsi, Vavassori ci ripensa e resta al timone della società La squadra chiude il campionato 2013-2014 al tredicesimo posto e in virtù del blocco delle retrocessioni conferma la militanza nella terza serie.
Al termine dell'annata 2014-2015 la Pro Patria perde i play-out contro il Lumezzane e retrocede in Serie D, dopo aver disputato tutta la stagione regolare nelle ultime posizioni della classifica ed aver subìto tre cambi di allenatore. Il 31 agosto 2015 tuttavia la squadra bustocca viene ripescata in Lega Pro per occupare uno dei posti lasciati liberi dal fallimento di alcuni club e dalle penalizzazioni subite da altri per casi di illecito sportivo. Ai primi di settembre si concretizza la cessione del club, che Pietro Vavassori lascia senza debiti a una cordata capeggiata dalla società Sport Plus 4 You s.r.l., composta da un team di professionisti guidati dall'ex giocatore Fulvio Collovati (che assume le cariche di amministratore delegato e direttore generale) con la collaborazione degli imprenditori Patrizia Testa e Nazareno Tiburzi. La nuova proprietà esprime quale presidente del club l'avvocato Emiliano Nitti, mentre alla guida della prima squadra viene chiamato Alessandro Oliva.
Tuttavia, la squadra, composta in pochi giorni e quasi senza un periodo di preparazione pre-campionato, si rivela in ritardo di condizione e inadeguata alla categoria, perdendo con molti gol di scarto le prime partite della stagione: dopo quattro turni, il 5 ottobre, il tecnico Oliva viene esonerato e sostituito transitoriamente da Angelo Mastropasqua, cui il 20 ottobre 2015 subentra Alessio Pala.
La situazione però non migliora: il 6 novembre, con la squadra ancora a zero punti, Fulvio Collovati si dimette dalle sue cariche, restando solo consigliere d'amministrazione. Non sortisce egualmente effetto l'ulteriore avvicendamento in panchina tra Pala (complice lo sgradimento di una parte della rosa) e Mastropasqua: complice una penalizzazione di tre punti per inadempienze burocratiche pregresse i biancoblù restano a fondo classifica e infine retrocedono matematicamente in Serie D alla 30ª giornata, a seguito della sconfitta esterna per 3-1 contro il Padova.
Nella stagione 2016-2017 la Pro Patria (alla cui presidenza arriva la stessa Patrizia Testa, con Nazareno Tiburzi come vice) viene inserita nel girone B di Serie D e affidata alla guida del tecnico Roberto Bonazzi. Pur inserendosi nelle posizioni di testa, i tigrotti non riescono mai ad insidiare la posizione di capolista, occupata inizialmente dalla Pergolettese e infine dal Monza (che vince il raggruppamento e sale di categoria con anticipo sulla fine della stagione regolare). Sul finire del girone di ritorno una serie di risultati negativi porta alla rottura tra la squadra e il tecnico, che dopo aver lamentato per alcune settimane una preparazione imperfetta e uno scarso impegno da parte dei tesserati, si dimette il 13 aprile 2017. In sua sostituzione viene chiamato Ivan Javorčić, che guida la squadra ai playoff-ripescaggio, perdendo per 2-1 la semifinale contro il Ciliverghe Mazzano.
La stagione 2017-2018 vede la compagine bustocca (nuovamente inserita nel girone B) ingaggiare un prolungato duello al vertice con il Rezzato, che si risolve in favore della Pro Patria solo nelle ultime due giornate della stagione regolare: i tigrotti chiudono primi in classifica con un solo punto di vantaggio sulla squadra bresciana, garantendosi la risalita diretta in Serie C senza dover passare dai play-off. Il risultato consente inoltre ai biancoblù di giocarsi lo scudetto di serie D: per la prima volta nella storia sociale anche questo obiettivo viene coronato dal successo, giacché la finale della poule disputata il 2 giugno 2018 a San Giovanni Valdarno vede la Pro Patria imporsi sulla Vibonese per 2-1, acquisendo il diritto per la stagione seguente ad apporre sulle proprie maglie lo scudo tricolore.
Per il campionato 2018-2019 la società riassortisce la rosa con alcuni giovani di prospettiva (quali Mora e Lombardoni) e confermando i "senatori" Santana, Gucci, Le Noci, Disabato e Gazo: il campionato, impreziosito dalle vittorie esterne contro il Novara per 0-1 (che rompe un digiuno che durava dal 2002), contro il Pisa per 0-2, dalla doppia affermazione contro l'Entella (poi vincitrice del campionato) e dalla vittoria in casa contro la forte Carrarese, vede la Pro tornare dopo 10 anni a giocarsi i play-off promozione. Qui è proprio la Carrarese a fermare la corsa dei tigrotti, imponendosi per 2-0.
Nella stagione 2019-2020 la Pro Patria si prefissa nuovamente l'obiettivo salvezza; pur registrando le partenze di Mora, Zaro e Gucci, gran parte della rosa viene riconfermata. Il campionato trascorre tra alti e bassi, con la Pro che però si mantiene sempre distante dalle zone calde della classifica, complici le vittorie negli scontri diretti contro la Giana Erminio e la Pergolettese. A febbraio 2020 lo scoppio della pandemia di Covid-19 porta infine al blocco delle competizioni calcistiche: la Serie C decide infine di non riprendere la stagione regolare, stilando le classifiche finali tramite un rapporto matematico tra partite le giocate fino a quel momento. Grazie a questo calcolo la Pro Patria si piazza all'ultima posizione utile per i play-off, dai quali tuttavia si ritira spontaneamente, al pari di altre squadre.

### Gli anni Duemilaventi
La stagione 2020-2021 vede la pro Patria qualificarsi nuovamente per i play-off venendo però eliminata al primo turno.
A fine stagione lascia l'allenatore Ivan Javorcic che dopo quattro anni saluta la società bustocca.

## Colori e simboli

### Colori
Storicamente la Pro Patria adotta quale prima divisa una maglia a strisce orizzontali bianco-blu, generalmente abbinata a pantaloncini bianchi e calzettoni bianchi (entrambi con finiture blu); dalla fine degli anni 1930 prende piede la prassi alternativa di abbinare alla maglia interna anche pantaloncini blu. La Pro Patria risulta essere l'unica squadra professionistica italiana adottante stabilmente una divisa principale a strisce orizzontali, tradizionalmente comune nel rugby ma più rara nel calcio. A livello europeo condividono tale prassi Sporting Lisbona, Celtic, QPR, Reading e De Graafschap.
Le divise da trasferta o terze (laddove previste dai contratti di sponsorizzazione) hanno invece adottato diverse soluzioni stilistiche, aventi tuttavia come filo conduttore pressoché costante la monocromaticità e lo "stacco" visivo dalla maglia interna: nel corso del tempo i tigrotti hanno dunque vestito casacche "di cortesia" colorate in blu, bianco, rosso (queste ultime due tinte sono particolarmente apprezzate dai tifosi in quanto richiamano lo stemma araldico di Busto Arsizio), nero o finanche giallo e arancione.

### Simboli ufficiali

#### Stemma
Lo stemma storico della Pro Patria è un ancile partito: nella metà sinistra è collocato lo stemma comunale di Busto Arsizio (troncato di rosso con B maiuscola bianca e di bianco con B maiuscola blu alla fiamma nascente), mentre nella destra trovano posto le iconiche fasce bianco-blu. L'insieme è racchiuso da una corona ellittica blu contenente la denominazione sociale, diversamente declinata a seconda dei periodi.
La suddetta soluzione è stata storicamente predominante fino alla stagione 2008-2009. Nel corso della sua storia il club ha bensì utilizzato occasionalmente anche stemmi di foggia differente: 
- uno scudo circolare diviso orizzontalmente in due parti: in alto era collocato il disegno di una tigre, mentre nella parte bassa trovavano posto le fasce biancoblù e la denominazione sociale.
- uno scudo circolare diviso orizzontalmente in due parti: in alto erano collocate le fasce biancoblù, in basso le fiamme rosse mutuate dal blasone di Busto Arsizio.
- uno scudo a losanga a fasce bianco-blu con la denominazione sociale collocata in posizione centrale.
- a seguito della fusione con la Gallaratese, uno scudetto tripartito e coronato: nello spazio di sinistra erano collocate due G, in quello di sinistra due B (ad indicare Gallarate e Busto Arsizio), divise verticalmente da un palo a fasce bianco-blu.

L'emblema adottato dal 2009 è uno scudo gotico dai bordi arrotondati, partito internamente in una metà sinistra contenente lo stemma comunale di Busto Arsizio (troncato di rosso con B maiuscola bianca e di bianco con B maiuscola blu alla fiamma nascente) e in una destra recante il motivo a fasce bianco-blu proprio della società. In capo campeggia una striscia blu contenente la denominazione sociale, in caratteri cancellereschi aurei.

Il logo storico, adottato a più riprese e con minime varianti fino al 2009
Stemma in uso tra il 1995 e il 1998 a seguito della fusione con la Gallaratese
Il simbolo dal 2009

#### Inno
Nelle ultime stagioni è stato scelto come inno della squadra "Che cos'è", di Massimo Tornese Lo stesso viene trasmesso allo stadio in occasione delle partite casalinghe della Pro Patria. Alla squadra è stata dedicata un'altra canzone che porta il nome omonimo della squadra. Pro Patria, appunto, del gruppo Oi! Erode. Esiste anche un inno non ufficiale composto dalla band heavy metal Longobardeath dal titolo Acciaio BiancoBlu.

#### Mascotte
Simbolo riconosciuto della Pro Patria è la tigre: dalla metà degli anni 2000 la mascotte sociale è un tigrotto antropomorfo bianco e blu chiamato Capitan ProPatria, il cui aspetto e nome vennero scelti mediante un concorso nelle scuole bustocche.

## Strutture

### Stadio

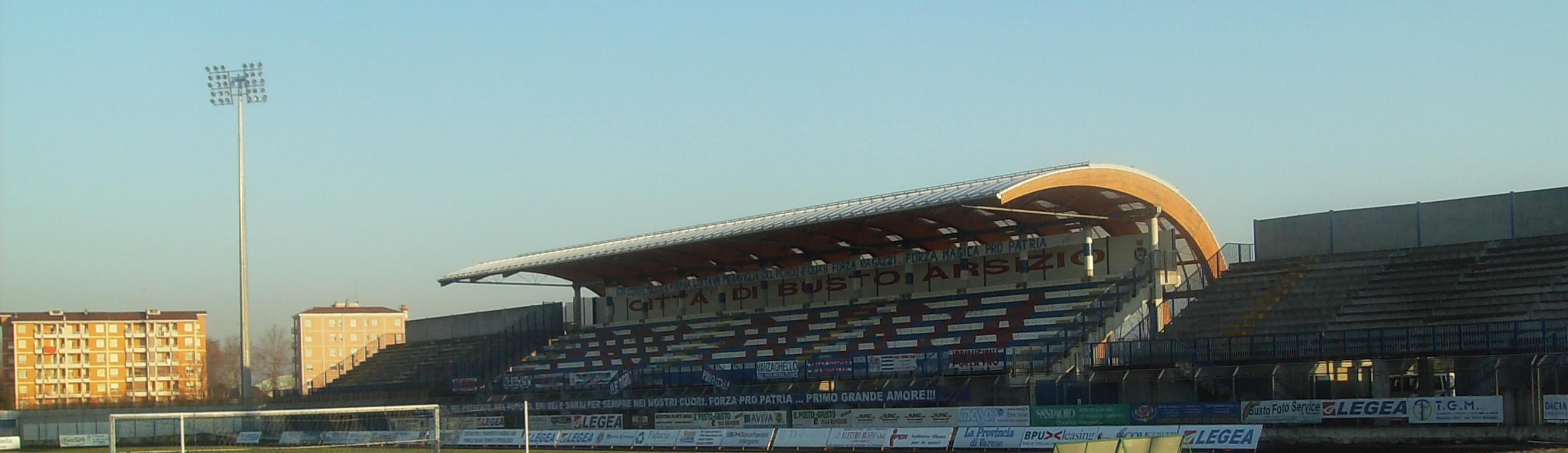
Lo stadio Carlo Speroni

Il primo campo da gioco della Pro Patria fu lo Stadium di via Valle Olona, a Busto Arsizio: inaugurato il 19 ottobre 1919, disponeva di tribune in legno capaci di contenere circa 10 000 spettatori.
Allorché la Pro Patria venne promossa per la prima volta in Serie A si decise di dotarla di un'infrastruttura più moderna e funzionale: nei pressi dei confini comunali con Castellanza venne pertanto edificato lo Stadio Comunale. Denominato Stadio Bruno Mussolini tra il 1941 e il 1945, nel 1971 venne intitolato alla memoria del mezzofondista Carlo Speroni, che dopo il ritiro dalle competizioni era stato massaggiatore della Società fino alla morte nel 1969.
Capace di accogliere fino a 18 000 spettatori negli anni dei maggiori successi biancoblù, lo stadio venne sottoposto a varie ristrutturazioni: con la fine del XX Secolo la capienza venne portata a 4627 posti per i supporters locali e 1240 per quanto riguarda gli ospiti, per una capienza complessiva di 5867 posti.
Nel 2009 lo Stadio Carlo Speroni ha ospitato le riprese del videoclip del singolo "Brucia Ancora" dei Club Dogo in collaborazione con J-Ax.

### Centro di allenamento
Alle spalle della tribuna dei Popolari Coperti vi erano due campi in cui la squadra ha svolto i propri allenamenti quotidiani per diversi anni. Nel 2000, con l'avvento della proprietà della Famiglia Vender, sono stati ristrutturati, creando un campo in erba per la Prima Squadra e uno in terra battuta per il Settore Giovanile.
Tuttavia, a seguito di alcuni lavori presso la linea ferroviaria adiacente ai campi, il campo in erba non è stato più utilizzabile. Da allora sia la Prima Squadra ma soprattutto il Settore Giovanile si sono ritrovate a dover spesso ricorrere a soluzioni in affitto temporaneo nei comuni di Gallarate, Casorate Sempione, Magnago, Olgiate Olona e Cassano Magnago.
Da alcuni anni si sta discutendo con il Consiglio Comunale per la realizzazione definitiva dei campi di allenamento all'esterno dello stadio: attualmente, per la realizzazione degli stessi, sono stati acquistati e bonificati dei terreni dal confinante Comune di Castellanza.

## Società

### Organigramma Societario
- Patrizia Testa - Presidente
- Stefania Salmerigo - Vicepresidente
- Cristian Moroni - Segreteria Generale
- Sandro Turotti - Direttore Sportivo
- Giuseppe Gonnella - Team Manager
- Davide Pane - Delegato Sicurezza
- Alessandro Bianchi - S.L.O.
- Martina Crosta - Responsabile Comunicazione e Ufficio Stampa
- Giovanni Giovanditti - Coordinatore Settore Giovanile
- Massimiliano Capelli - Segreteria Settore Giovanile
- Enrico Ferrero, Alberto Lazzarini - Area Scouting
- Maurizio Pacchioni - Addetto all'Arbitro
- Gabriella Raineri - Biglietteria
- Roberta Corradin- Fotografo Ufficiale

### Sponsor
| Cronologia degli Sponsor Ufficiali - 1982-1983 Cote d'or - 1983-1984 Giltex - 1984-1986 Limea Fisma - 1987-1988 Milano Leasing - 1988-1989 ... - 1989-1990 Everest Immobiliare - 1990-1995 ... - 1995-1998 La Prealpina, Charro - 1998-2001 La Prealpina - 2001-2002 La Fenice Assicurazioni, Faciba Planet - 2002-2007 Ge.S.A. - 2007-2008 Fogliani Elettroforniture - 2008-2009 Fiora Concessionaria Volkswagen - 2009-2010 Fondo Scrovegni, Vegagest Immobiliare, Casta - 2010-2011 non presente - 2012-2013 Italsempione - 2013-2015 Italsempione, Faciba Planet - 2015-2016 non presente - 2016-2018 Unet - 2021-2023 San Carlo Istituto Clinico - Dal 2018 ad oggi Hupac | Cronologia degli sponsor tecnici - 1982-1995 ... - 1995-1998 Europa Sport - 1998-2000 Umbro - 2000-2006 Lotto - 2006-2009 Legea - 2009-2012 Macron - 2012-2015 Erreà - 2015-2018 Macron - 2018-2023 Givova - Dal 2023 Mizuno |

## Allenatori e presidenti
- 1919-1920 Commissione Tecnica
- 1920-1921  Carlo Capra
- 1921-1922 Commissione Tecnica
- 1922-1927  András Kuttik
- 1927-1929  Imre János Bekey
- 1929-1930  Imre János Bekey e  Augusto Rangone
- 1930-1931  Augusto Rangone (1ª-13ª)
 Leopoldo Conti (14ª-34ª)
- 1931-1933  Leopoldo Conti
- 1933-1934  Silvio Pietroboni
- 1934-1935  Silvio Pietroboni (1ª-?ª)
 Attilio Fizzotti (?ª-30ª)
- 1935-1936  Adolfo Mora Maurer
- 1936-1938  Imre János Bekey
- 1938-1939  Mario Meneghetti
- 1939-1940  Imre János Bekey
- 1940-1941  Antonio Bernacchi e  Natale Masera
- 1941-1942  Natale Masera (1ª-6ª)
 Stanislao Klein (7ª-19ª)
- 1942-1946  Carlo Rigotti
- 1946-1949  Aldo Biffi
- 1949-1951  Giuseppe Meazza
- 1951-1952  Mario Varglien
- 1952-1953  Cesare Pellegatta
- 1953-1954  Giacinto Ellena (1ª-31ª)
 Luigi Rossetto (32ª-34ª e spareggio)
- 1954-1955  Luigi Rossetto (1ª-14ª)
 Imre Senkey (15ª-34ª)
- 1955-1956  Imre Senkey (1ª-12ª)
 Carlo Reguzzoni (13ª-34ª)
- 1956-1957  Carlo Reguzzoni
- 1957-1958  Cesare Pellegatta
- 1958-1962  Pietro Magni
- 1962-1963  Franco Pedroni
- 1963-1964  Luciano Lupi
- 1964-1965  Paolo Todeschini
- 1965-1966  Angelo Turconi
- 1966-1967  Angelo Turconi (1ª-8ª)
 Carlo Regalia (9ª-34ª)
- 1967-1970  Carlo Regalia
- 1970-1971  Renzo Burini
- 1971-1972  Cesare Pellegatta e  Bruno Bolchi (1ª-8ª)
 Cesare Pellegatta e  Giampiero Calloni (9ª-17ª)
 Renzo Burini e  Bruno Bolchi (18ª-32ª)
 Franco Pedroni e  Angelo Turconi (33ª-38ª)
- 1972-1973  Angelo Turconi
 Franco Pedroni (DT)
- 1973-1976  Adelio Crespi
- 1976-1977  Adelio Crespi
 Humberto Rosa
 Alberto Ballarin
- 1977-1978  Paolo Barison
 Urano Navarrini
 Alberto Ballarin
- 1978-1979  Vittorino Calloni
- 1979-1980  Vittorino Calloni
 Eldino Danelutti e  Camillo Baffi
- 1980-1981  Norberto Höfling
- 1981-1982  Norberto Höfling (DT) e  Leopold Siegel (all)
- 1982-1983  Carlo Soldo
- 1983-1984  Antonio Soncini
- 1984-1985  Antonio Soncini
 Roberto Melgrati
- 1985-1986  Roberto Melgrati
- 1986-1987  Roberto Melgrati
 Mario Trebbi
- 1987-1988  Pierangelo De Bernardi
 Giovanni Visintin
- 1988-1989  Giuseppe Zanelli 
 Luciano Zecchini
- 1989-1990  Mario Belluzzo
- 1990-1991  Pierino Prati
 Marco Falsettini
- 1991-1992  Marco Falsettini
- 1992-1995  Massimo Venturini
- 1995-1996  Mario Beretta
- 1996-1997  Carlo Garavaglia
- 1997-1998  Carlo Garavaglia
 Agostino Speggiorin
- 1998-1999  Agostino Speggiorin
 Luciano Zecchini
- 1999-2000  Mario Belluzzo
- 2000-2001  Gianfranco Motta
- 2001-2002  Gianfranco Motta
 Carlo Muraro
- 2002-2003  Carlo Muraro
- 2003-2004  Carlo Muraro
 Patrizio Sala
- 2004-2005  Patrizio Sala
- 2005-2006  Gian Cesare Discepoli
- 2006-2007  Marco Rossi
 Loris Dominissini
 Marco Rossi
- 2007-2008  Marco Rossi
- 2008-2009  Franco Lerda
- 2009-2010  Giuseppe Manari
 Vincenzo Cosco
 Raffaele Di Fusco
 Gianluca Gaudenzi
- 2010-2011  Raffaele Novelli
- 2011-2012  Giovanni Cusatis
- 2012-2013  Aldo Firicano
- 2013-2014  Alberto Colombo
- 2014-2015  Luís Oliveira
 Aldo Monza
 Marco Tosi
 Marcello Montanari
- 2015-2016  Paolo Tomasoni
 Alessandro Oliva
 Angelo Mastrapasqua
 Alessio Pala
 Angelo Mastropasqua
- 2016-2017  Roberto Bonazzi
 Ivan Javorčić
- 2017-2021  Ivan Javorčić
- 2021-2022  Luca Prina
 Massimo Sala
- 2022-2023  Jorge Vargas
- 2023-2024  Riccardo Colombo
- 2024-2025  Riccardo Colombo
 Massimo Sala
 Massimiliano Caniato
- 2025-  Leandro Greco

- 1919-1920  Carlo Castiglioni
- 1920-1931  Carlo Marcora
- 1931-1935  Luigi Cozzi
- 1935-1936  Francesco Castiglioni (Commissario straordinario)
- 1936-1937  Carlo Marcora
- 1937-1938  Luigi Cozzi
- 1938-1942  Giovanni Calcaterra
- 1942-1943  Renato Borri
- 1943-1944  Mario Bettini e  Luigi Mara
- 1944-1945  Luigi Mara
- 1945-1948  Antonio Formenti
- 1948-1952  Peppino Cerana
- 1952-1953  Comitato di reggenza
- 1953  Mario Bettini (Commissario straordinario)
- 1953-1954  Angelo Garavaglia e  Pietro Labadini
- 1954-1956  Angelo Garavaglia
- 1956-1957  Angelo Garavaglia,  Giovanni Montani e  Pietro Labadini (Comitato di reggenza)
- 1957  Dott. Ercole Caimi (Commissario straordinario)
- 1957-1959  Daniele Pini
- 1959-1970  Enrico Candiani
- 1970-1972  Giuseppe Mancini (Commissario straordinario)
- 1972  Ernani Ferrario
- 1972  Giuseppe Mancini (Commissario straordinario)
- 1972-1973  Carlo De Bernardi
- 1973-1976  Giuseppe Mancini (Commissario straordinario)
- 1976-1977  Adriano Mancini (Commissario straordinario)
- 1977-1978  Giuseppe Mancini (Commissario straordinario)
- 1978  Ercole Caimi
- 1978-1979  Bruno Marcora
- 1979-1982  Giancarlo Colombo
- 1982-1983  Mario Felotti
- 1983-1984  Carlo Monoli
- 1984-1987  Bruno Fusari
- 1987-1988  Luigi Crespi
- 1988-1993  Mara Vincenzi ( Danilo Filippini - Amm. delegato)
- 1993-1995  Grazia Bertucci ( Giorgio Campo - Amm. delegato)
- 1995-1996  Renzo Tosolini
- 1996-1996  Roberto Ferrario
- 1996-1997  Giuseppe Mancini
- 1997  Giovanni Bosio
- 1997-1999  Lino Petenà
- 1999-2008  Alberto Armiraglio (2000-2008  Roberto Vender - Amm. delegato)
- 2008-2009  Giuseppe Zoppo
- 2009  Luca Regalia (Curatore fallimentare)
- 2009-2010  Antonio Tesoro
- 2010-2011  Savino Tesoro (Proprietario)
- 2011  Massimo Pattoni (Amministratore unico)
- 2011-2014  Pietro Vavassori ( Fiorenzo Riva - Amministratore unico)
- 2015-2016  Emiliano Nitti
- 2016-  Patrizia Testa

## Calciatori
- I più titolati; i Campioni del Mondo, Mario Varglien (1934) e Ernesto Vidal (Uruguay 1950). Ed Annibale Frossi Campione Olimpico nel 1936 a Berlino.
- Sono 5 (cinque) i giocatori cresciuti nella Pro Patria che hanno poi vinto uno scudetto; Carlo Reguzzoni bustocco, 4 scudetti con il Bologna con 119 partite, 1935-1936 / 1936-1937 / 1938-1939 / 1940-1941: con 141 reti, miglior bomber di sempre del Bologna (relativamente alle reti in serie A). Mario Varglien I, 5 con la Juventus, dal 1930-1931 al 1934-1935. Arturo Boniforti, Bologna nel 1940-1941, Enrico Candiani, bustocco, Ambrosiana-Inter nella stagione 1939-1940. Luciano Re Cecconi, 1 scudetto nella Lazio, 1973-1974, Bruno Rogora, 1 con la Fiorentina 1968-1969.
- Quattro sono stati i nazionali con la maglia della Pro: Angelo Turconi, Lello Antoniotti, Emidio Cavigioli e Francesco La Rosa.
- Enrico Muzzio, nella stagione 1962-1963, in Serie B, segnò cinque reti in una sola gara, Pro Patria-Parma 5-0, eguagliando, ma in una partita casalinga, il record di Carlo Dell'Omodarme in Cagliari-Como 1-5, ottenuto in trasferta (Serie B 1959/60). Il record è tuttora imbattuto.
- Due furono i giocatori alle Olimpiadi di Londra del 1948, Angelo Turconi ed Emidio Cavigioli.
- Il portiere Angelo "Bubo" Uboldi 265 presenze tra Serie A e B tra la fine degli anni quaranta e gli anni cinquanta, fu convocato nella Nazionale cadetta allora diretta da Vittorio Pozzo.

Di seguito i giocatori campioni del mondo che, nel corso della loro carriera da giocatore o allenatore, hanno militato nelle file della Pro Patria:
- Mario Varglien (0 presenze) - Mondiali 1934 -  Italia;
- Giuseppe Meazza (9 presenze - 3 gol) - Mondiali 1934 e Mondiali 1938 -  Italia;
- Ernesto Vidal (3 presenze - 1 rete) - Mondiali 1950 -  Uruguay.

### Contributo alle nazionali
Di seguito i giocatori nella rosa della Pro Patria che hanno giocato con la nazionale; il debutto e il numero di presenze quando indossavano la maglia biancoblù.
| Giocatore         | Data           | Partita              | Risultato | Presenze | Gol |
| ----------------- | -------------- | -------------------- | --------- | -------- | --- |
| Emidio Cavigioli  | 2 agosto 1948  | Italia - Stati Uniti | 9 - 0     | 2        | 3   |
| Francesco La Rosa | 16 luglio 1952 | Italia - Stati Uniti | 8 - 0     | 2        | 0   |
| Angelo Turconi    | 2 agosto 1948  | Italia - Stati Uniti | 9 - 0     | 2        | 1   |

## Palmarès

### Competizioni nazionali
- Scudetto Serie D: 1

2017-2018

### Competizioni giovanili
- Torneo Internazionale Under-19 Bellinzona: 1

1950
- Campionato Primavera 4: 1

2022-2023 (girone A)

### Altre competizioni
- Serie B: 1

1946-1947 (girone A)
- Serie C: 2

1940-1941 (girone C), 1959-1960 (girone A)
- Lega Pro Seconda Divisione: 1

2012-2013 (girone A)
- Serie D: 2

1974-1975 (girone B), 2017-2018 (girone B)
- Eccellenza: 1

1993-1994 (girone A)
- Coppa delle Alpi: 1

1961  1º titolo (come LNP)

## Statistiche e record

### Partecipazione ai campionati
| Livello | Categoria                       | Partecipazioni | Debutto   | Ultima stagione | Totale |
| ------- | ------------------------------- | -------------- | --------- | --------------- | ------ |
| 1°      | Divisione Nazionale             | 2              | 1927-1928 | 1928-1929       | 14     |
| 1°      | Serie A                         | 12             | 1929-1930 | 1955-1956       | 14     |
| 2°      | Seconda Divisione               | 4              | 1922-1923 | 1925-1926       | 19     |
| 2°      | Prima Divisione                 | 1              | 1926-1927 | 1926-1927       | 19     |
| 2°      | Serie B-C Alta Italia           | 1              | 1945-1946 | 1945-1946       | 19     |
| 2°      | Serie B                         | 13             | 1933-1934 | 1965-1966       | 19     |
| 3°      | Serie C                         | 27             | 1935-1936 | 2024-2025       | 37     |
| 3°      | Serie C1                        | 7              | 1982-1983 | 2007-2008       | 37     |
| 3°      | Lega Pro Prima Divisione        | 3              | 2008-2009 | 2013-2014       | 37     |
| 4°      | Serie C2                        | 16             | 1978-1979 | 2001-2002       | 21     |
| 4°      | Lega Pro Seconda Divisione      | 3              | 2010-2011 | 2012-2013       | 21     |
| 4°      | Serie D                         | 2              | 2016-2017 | 2017-2018       | 21     |
| 5°      | Serie D                         | 3              | 1972-1973 | 1974-1975       | 8      |
| 5°      | Campionato Interregionale       | 4              | 1988-1989 | 1991-1992       | 8      |
| 5°      | Campionato Nazionale Dilettanti | 1              | 1994-1995 | 1994-1995       | 8      |

La Pro Patria ha disputato 96 stagioni sportive a livello nazionale a partire dall'esordio il 12 novembre 1922, compreso 1 torneo di Alta Italia disputato con titolo sportivo di B. Sono considerate professionistiche, ai sensi delle NOIF della FIGC concernenti la tradizione sportiva cittadina, le 86 annate giocate in Serie A, B e C/C1/C2. In precedenza la Pro Patria afferiva al Comitato Regionale Lombardo, nel quale ritornò per demerito sportivo fra il 1992 e il 1994.
Campionati regionali
- 1 campionato di Promozione del Comitato Regionale Lombardo: 1919-20
- 2 campionati di Prima Categoria del Comitato Regionale Lombardo: 1920-21 e 1921-22, dove non ottiene la qualificazione alla fase nazionale.
- 2 campionati di Eccellenza del Comitato Regionale Lombardo: 1992-93 e 1993-94

Altri tornei
- Partecipazione al Campionato Alta Italia 1943-44.
- Partecipazione al Torneo Benefico Lombardo 1944-45.

### Statistiche di squadra
- Il miglior piazzamento in Serie A della Pro Patria è l'ottavo posto al termine del campionato 1947-1948.
- Con le sue 12 partecipazioni in Serie A (girone unico), è la prima squadra espressione di una città non capoluogo di provincia, come numero di presenze in massima serie.
- I più titolati; tre i Campioni del Mondo, Peppino Meazza (1934-1938), Mario Varglien (1934) e Ernesto Vidal (Uruguay 1950). Ed Annibale Frossi Campione Olimpico nel 1936 a Berlino.
- Nella stagione di serie B 1946-47 ottenne 21 vittorie interne, ossia vinse tutte le partite casalinghe.
- Nel 2000 è giunta seconda classificata nel prestigioso concorso istituito dal "Guerin Sportivo", sulle maglie più belle delle squadre d'Europa.
- Il 9 novembre 2008, superando il Cesena 3-1 allo "Speroni", nell'incontro valevole per l'undicesima giornata, arriva a quota mille vittorie (conteggiando solo quelle di campionato).
- La sua storia pone la Pro Patria al 46º posto nella graduatoria della tradizione sportiva delle 65 squadre che hanno giocato in Serie A.

### Statistiche individuali
In grassetto i giocatori ancora in rosa
| Record di presenze - 349 Giuseppe Taglioretti - 320 Aldo Borsani - 319 Ettore Frigerio - 301 Vittorino Calloni - 299 Angelo Uboldi - 293 Pasquale Croci - 286 Pasquale Lombardi - 263 Carmelo Dato - 257 Giancarlo Amadeo - 257 Antonio Fossati - 256 Attilio Fizzotti - 228 Francesco Bartezzaghi | Record di reti - 80 Carlo Reguzzoni - 75 Matteo Serafini - 59 Angelo Turconi - 48 Lelio Antoniotti - 46 Italo Rossi - 44 Piero Dondi - 42 Abbondanzio Pagani - 40 Enrico Muzzio - 40 Gianluca Temelin - 34 Giancarlo Bardelli - 31 Norberto Höfling - 29 Francesco La Rosa |

## Tifoseria

### Storia
La tifoseria biancoblu nel corso degli anni si è contraddistinta come una delle migliori realtà di provincia del nord Italia, facendo registrare numeri importanti sia in casa che in trasferta, arrivando a toccare negli anni della Serie A e della Serie B picchi di 18.000 presenze, questo acquista ancora più valore considerato il fatto che Busto Arsizio dista da Milano, e da squadre ben più blasonate quali Inter e Milan, appena trenta chilometri.
Gli anni duemila hanno invece visto un calo delle presenze soprattutto in trasferta dove si è fatta molta fatica, se non in rare occasioni, a raggiungere i numeri del passato, complici anche le leggi sempre più restrittive e una lunga serie di DASPO che hanno colpito la tifoseria bustocca decimandola in più occasioni a seguito delle intemperanze di cui si è resa protagonista la tifoseria biancoblu con le tifoserie avversarie e di episodi a sfondo razziale.
Oltre che su Busto Arsizio la squadra può contare su un cospicuo numero di tifosi provenienti dalle zone limitrofe prima su tutte la Valle Olona, da sempre un motore del tifo per la Pro e anche da paesi appartenenti alla provincia di Milano quali Vanzaghello (in cui vi è anche una sezione del Pro Patria Club), Castano Primo e Turbigo. In passato vi fu anche un gruppo di ragazzi provenienti da Genova che seguì la Pro Patria sia in casa che in trasferta.
Gli ultras della Pro Patria si sono organizzati in vari gruppi nel tempo. Vanno ricordati i Tigers Supporters, nati nel 1973 e sciolti nel 1990, il Commandos Tigri, nato nel 1973 e scioltosi nel 2003 che ha sicuramente segnato le pagine migliori del tifo bustocco, tanto da ricevere stima e rispetto da tifoserie di squadre ben più blasonate, lo storico gruppo Busto Crew, gruppo di orientamento politico destroide il cui motto era "Me Ne Frego!", nato nel 2000 sulle orme del gruppo degli Skinheads e dei Casuals di Sacconago, popoloso quartiere a sud di Busto Arsizio, sciolto nel 2003 dopo appena tre anni a causa dell'acquisto da parte della dirigenza del calciatore di origine nigeriana Ikechukwu Kalu e infine Vecchia Guardia, gruppo composto essenzialmente da ex componenti degli storici Tigers Supporters sciolto anch'esso nel 2003 come tutti i gruppi della curva.
Dopo un anno transitorio in cui la curva rimase priva di gruppi organizzati nel 2005 nacquero i gruppi Battaglion Bustocco, Zena formato da ragazzi provenienti da Genova, United 88, gruppo di estrema destra comprendente giovani e vecchi skins e infine Ultimo Baluardo, che fu per scelta un gruppo autonomo che, salvo rari casi, seguì la squadra in maniera indipendente dal resto della curva.
Due anni dopo, a seguito della morte del tifoso laziale Gabriele Sandri, tutti i gruppi della curva, ad eccezione di United 88, il cui direttivo deciderà comunque in linea con il resto della curva di non esporre più il proprio vessillo, decidono di sciogliersi e da quel momento in poi pur rimanendo vivo e presente sui gradoni il gruppo Ultras Pro Patria 1919, non verrà più esposto nessun striscione facente riferimento ad alcun gruppo ultras, adottando uno stile totalmente casual fino al 2014.
Durante la stagione calcistica 2014/2015 i gruppi decidono di comune accordo di tornare ad esporre i propri striscioni in balaustra e si assiste alla nascita di due nuovi gruppi satellite all'interno della curva bianco blu ovvero Banda Deviata e Gioventù Bustocca, gruppo composto principalmente dalle nuove leve provenienti sia da Busto Arsizio che dalle città limitrofe, che negli anni guadagnerà sempre più importanza all'interno della tifoseria fino al suo scioglimento. Dopo appena due stagioni, complici pesanti e numerosi diffide il gruppo Banda Deviata è costretto a sciogliersi. Durante la stagione 2018/2019 anche il gruppo Gioventù Bustocca comunica il suo scioglimento.
Il 3 gennaio 2013, l'amichevole contro il Milan, giocata allo stadio Carlo Speroni, fu sospesa dopo che il calciatore rossonero Kevin-Prince Boateng, vittima inizialmente di cori contro la celebre fidanzata, ex velina Melissa Satta e successivamente di ululati, aveva scagliato il pallone contro la tribuna scoperta nella quale risiedevano il centinaio di ultras presenti all'incontro e la squadra rossonera aveva deciso di abbandonare il terreno di gioco.
Va sottolineato il fatto che il gip Patrizia Nobile ha definitivamente archiviato il reato di istigazione all'odio razziale, tuttavia il tribunale ha riconosciuto i 6 tifosi indagati colpevoli di ingiuria aggravata dai motivi razziali disponendo anche un risarcimento complessivo per le parti civili, la Lega Pro e il Comune di Busto Arsizio, di diecimila euro, a carico dei sei condannati che dovranno pagare anche le spese processuali. A seguito dell'episodio la tifoseria bustocca è stata raggiunta da numerose diffide. Il 28 maggio 2015, i 6 tifosi in questione vengono definitivamente assolti in quanto stando alle parole del giudice "non ci fu nessun coro razzista rivolto a Boateng ed ai giocatori di colore del Milan, pertanto il fatto non sussiste".
Negli ultimi anni sono da segnalare le trasferte a Padova, stagione 2008/2009 in occasione dei Play-Off per la promozione in Serie B, dove accorsero circa 2.500 bustocchi; la trasferta di Salò, nella quale giunsero 800 tifosi per assistere al Play-Off per la promozione in C1 della stagione 2010/2011 o ancora la trasferta di Casale Monferrato, nella quale il settore ospiti registrò il tutto esaurito con circa mille tagliandi venduti.

### Gemellaggi e rivalità
L'unico gemellaggio tuttora in vigore è quello con i sostenitori della Triestina, datato 1977 e molto sentito da entrambe le tifoserie. Altra amicizia sentita da entrambe le tifoserie è quella con i tifosi della Torres esistente dalla stagione 1994/1995, nata durante il viaggio verso Castelsardo e rinsaldata durante i vari incontri di campionato tra le due squadre ultimo dei quali durante la stagione 2014/2015. Si intrattengono inoltre buoni rapporti con la tifoseria Salernitana. In passato vi era una sentitissima amicizia con la tifoseria cremonese, o per meglio dire con il gruppo NEP, trasformatasi poi in una solida amicizia fra le due curve, ma negli ultimi anni, complice lo scioglimento del gruppo NEP questo rapporto è andato via via scomparendo. Permangono in ogni caso buoni rapporti e amicizie personali. Nei primi anni 2000 anche il rapporto con la tifoseria della Lucchese era ottimo, soprattutto fra i gruppi United 88 e i Bulldog poi complice la militanza in gironi diversi e lo scioglimento del gruppo dei Bulldog; questo rapporto è andato via via affievolendosi, pur permanendo anche in questo caso un buon numero di amicizie personali.
Durante il finale di partita valevole per lo scudetto di Serie D 2017/2018 che vede contrapposte Pro Patria e Vibonese, a seguito dell'invasione di alcuni tifosi biancoblu sul terreno di gioco si assiste ad un confronto tra bustocchi e vibonesi che mette in allarme le forze dell'ordine presenti, ma che si risolve con complimenti reciproci e un post-partita passato insieme all'esterno dello Stadio Fedini di San Giovanni Valdarno.
Sempre all'interno dei confini nazionali, negli ultimi anni è nato un rapporto di amicizia con la tifoseria della Fermana, in particolare con il gruppo Sotto Mentite Spoglie, rafforzatosi con gli incontri durante gli eventi organizzati dalla tifoseria triestina e in occasione delle reciproche visite tra le due tifoserie. Durante la stagione 2023/2024 sono stati esposti striscioni di reciproco rispetto tra i bustocchi e i sostenitori del gruppo Nuova Guardia del Trento.
A livello internazionale si segnala un rapporto di amicizia con gli ultras spagnoli del Marbella FC, con i quali ci sono state negli ultimi anni reciproci e numerosi incontri.
Per quanto riguarda invece le rivalità, la tifoseria bustocca può "vantarsi" del fatto di essere una compagine odiata in molte parti delle penisola, soprattutto nel Nord Italia, in quanto durante gli anni si è resa protagonista di vari disordini venutisi a creare con le tifoserie avversarie, sia in casa, che in trasferta, guadagnandosi la nomea di "tifoseria calda" e per questo è stata bersagliata da una lunga serie di DASPO e in alcuni casi arresti.
(Franco Scoglio)

Un'immagine di Legnano-Pro Patria del 5 aprile 1931, 7ª giornata di ritorno del campionato di Serie A, terminata

La rivalità per eccellenza e più sentita da ambo le parti è senz'altro quella con la tifoseria del Legnano, anche e soprattutto per motivi territoriali, essendo i due comuni confinanti. Fra le due città esiste una vera e propria rivalità secolare che va al di là della sfera calcistica e sportiva.
Sono numerosi gli episodi di violenza ed incidenti che hanno contraddistinto nei vari decenni gli incontri tra Legnano e Pro Patria. Proprio per questa ragione, gli ultimi match tra la due formazioni lombarde sono quasi sempre stati disputati in assenza delle tifoserie ospiti. In occasione del match di Prima Categoria del 2012 fra CAS Sacconago, squadra di Sacconago, quartiere di Busto Arsizio, e Legnano sono avvenuti scontri davanti ad un bar frequentato da tifosi biancoblu vicino allo stadio comunale del CAS durante in tragitto che i legnanesi stavano facendo per recarsi allo stadio. Puntualmente si verificano risse fra le due tifoserie nei luoghi più disparati, dai centri città, alle discoteche, ai bar.
Altra rivalità degna di nota è quella con il Novara, che ha visto il suo apice nel 1995 quando gli ultras bustocchi si sono resi protagonisti di un assalto al bar dei tifosi novaresi, situato davanti allo Stadio Silvio Piola di Novara, da cui ne è poi derivato un duro scontro anche all'esterno del bar fra le due tifoserie. Ancora nel 2005, anno in cui il parcheggio in erba, soprannominato Maracanà, adiacente allo Stadio Carlo Speroni, divenne teatro di una maxi rissa al termine della quale un tifoso novarese fu ricoverato con urgenza in ospedale a seguito delle ferite riportate.
Anche con i sostenitori del Varese non si può certo dire che corra buon sangue a causa del fatto che i bustocchi non hanno mai riconosciuto Varese come la propria provincia. Ciò ha fatto sì che vari incontri fra le due squadre sfociassero all'esterno e all'interno dello stadio in duri scontri, va detto che in passato vi fu anche un rapporto di amicizia fra i Tigers Supporters e i Boys Varese, che però creò all'interno della tifoseria bustocca una spaccatura, in quanto non tutti erano favorevoli a questa amicizia, tanto che l'ala dei Tigers Supporters poco favorevole instaurò di contro un'amicizia con gli Ultras Tito Cucchiaroni della Sampdoria assieme ai quali assistettero ad un "caldo" Varese - Sampdoria seguito da scontri fra le tifoserie, ciò segnò definitivamente l'inizio delle ostilità fra le due tifoserie.
Un'altra rivalità sentitissima è quella con la tifoseria del Lecco, acuita dopo gli scontri nel prepartita dell'incontro Lecco - Pro Patria durante la stagione calcistica 2010/2011, che hanno visto fronteggiarsi una trentina di bustocchi e una cinquantina di lecchesi armati di spranghe e bastoni, causando decine di diffide fra i sostenitori provenienti da Busto Arsizio.
Ulteriori rivalità sono quelle con i sostenitori del Mantova (a causa di duri scontri avvenuti in occasione della gara valevole per la Coppa Italia nella stagione 2009/2010 nei quali rimase gravemente ferito un poliziotto), Pavia, Casale, Pro Vercelli e Carrarese, con la cui tifoseria ci furono episodi di violenza soprattutto durante gli Anni '80, sia a Busto Arsizio che a Carrara, al punto che durante la stagione 1982/1983 i carraresi subirono uno smacco goliardico che inasprì ancor più questa rivalità, quando alcuni bustocchi portarono dei water dipinti di gialloblu all'interno dello Stadio Carlo Speroni, complici anche i controlli pressoché inesistenti di un tempo, attraversando la pista di atletica e deponendoli sotto il settore da loro occupato e invitando i gialloblu ad invadere il terreno di gioco per dar vita ad una maxi rissa.
Rivalità minori sono quelle con Alessandria, Frosinone, Ravenna, Pro Sesto, Olbia, Giana Erminio (nata nel corso della stagione 2015/2016 quando per le vie di Busto Arsizio si assistette ad una vera e propria caccia all'uomo nei confronti dei tifosi zolesi giunti in automobile da Gorgonzola) e Pergocrema, acuita dal fatto che in passato vi era un'amicizia tra la tifoseria bustocca e quella cremonese, rivale storica del Pergocrema.
Occorre infine citare la rivalità con la tifoseria del Saronno, sentita maggiormente durante gli anni ottanta, quando le squadre militavano nel medesimo campionato, ma tali dissapori sono ritornati in voga nella stagione 2017/2018 nella quale si sono registrati scontri fra le due tifoserie in occasione di Busto 81 - Saronno.
Per ultima va citata la rivalità con la tifoseria del Como con la quale si è passati da un rapporto di amicizia ad un rapporto di rivalità vera e propria a causa di tafferugli tra le due tifoserie avvenuti in occasione di una festa della curva comasca.
In passato ci furono anche duri scontri all'esterno dello stadio Carlo Speroni nel post-partita di Pro Patria - Milan.

## Organico

### Rosa 2025-2026
Rosa tratta dal sito ufficiale della Pro Patria
| N. |                   | Ruolo | Calciatore           |
| -- | ----------------- | ----- | -------------------- |
|    | Italia (bandiera) | P     | William Rovida       |
|    | Italia (bandiera) | D     | Alberto Masi         |
|    | Italia (bandiera) | D     | Christian Mora       |
|    | Italia (bandiera) | D     | Mattia Motolese      |
|    | Italia (bandiera) | D     | Pietro Reggiori      |
|    | Italia (bandiera) | D     | Christian Travaglini |
|    | Italia (bandiera) | D     | Matteo Viti          |
|    | Italia (bandiera) | C     | Niccolò Bagatti      |
|    | Italia (bandiera) | C     | Alessandro Di Munno  |
|    | Italia (bandiera) | C     | Davide Ferri         |

| N. |                    | Ruolo | Calciatore             |
| -- | ------------------ | ----- | ---------------------- |
|    | Italia (bandiera)  | C     | Luca Giudici           |
|    | Italia (bandiera)  | C     | Tommaso Ricordi        |
|    | Italia (bandiera)  | C     | Alessandro Sala        |
|    | Italia (bandiera)  | C     | Andrea Schiavone       |
|    | Italia (bandiera)  | A     | Giorgio Citterio       |
|    | Italia (bandiera)  | A     | Ferdinando Mastroianni |
|    | Italia (bandiera)  | A     | Alessandro Orfei       |
|    | Francia (bandiera) | A     | Bertony Renelus        |
|    | Italia (bandiera)  | A     | King Udoh              |

### Staff tecnico
Aggiorno al 24 luglio 2025.
- Leandro Greco - Allenatore
- Andrea Dessena - Vice Allenatore
- Giuseppe Le Noci - Collaboratore tecnico
- Nicolò Degiorgi - Preparatore Atletico
- Renato Redaelli - Preparatore dei Portieri
- Matteo Celotti - Recupero Infortuni
- Giuseppe Monti - Responsabile Sanitario
- Massimo Besnati - Medico Sociale
- Marco Luigi Valcarenghi - Ortopedico
- Luca Bettinelli - Responsabile Area Fisioterapica
- Mirko Nucera - Massaggiatore